# Охонуа
Охонуа (тонг. ʻOhonua) — адміністративний центр острова Еуа (Королівство Тонга). Місто розташоване на південному узбережжі острова. Населення міста становить 1528 осіб, і чверть усього населення району. Це одне з дев'яти міст Тонги з населенням понад 600 чоловік. Поруч з містом знаходиться аеропорт, а всередині нього — кафедральний собор і адміністративний центр округу. У місті є урядові будівлі, сарай і чотири комори. Спадщина королівства Тонга.
Район поселення знаходиться на північній частині західного узбережжя острова в гирлі Лакатахи. Колишній район на північ від річки Таанга задокументовано як окреме місце після перепису 2016 року.

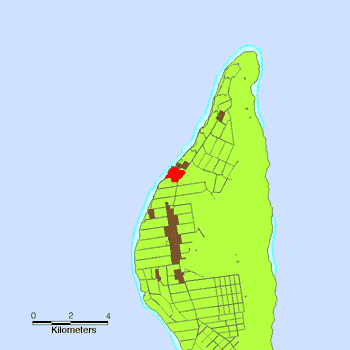
Карта острова